# Königsborn (Biederitz)

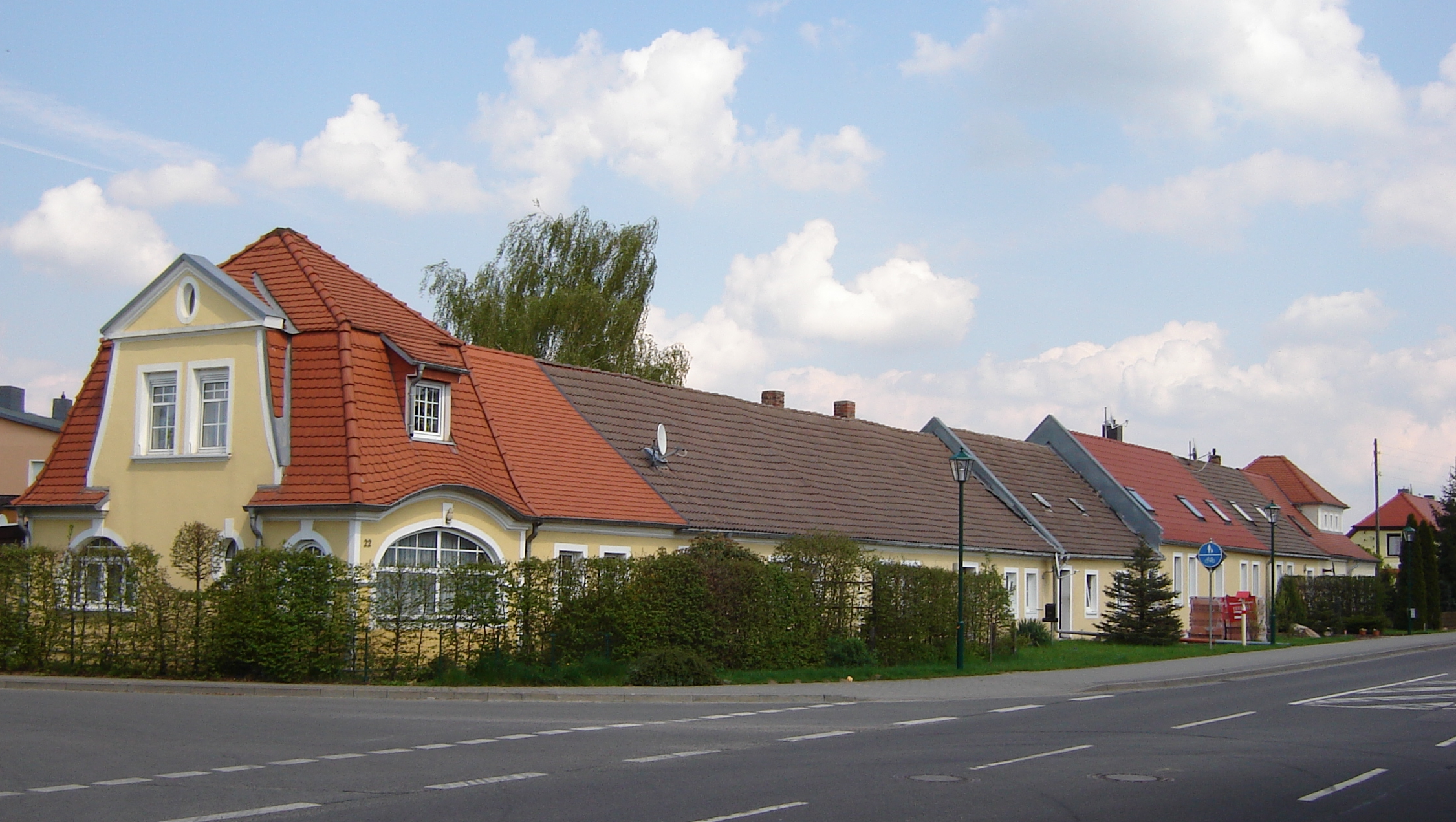
Häuserzeile an der Möckerner Straße

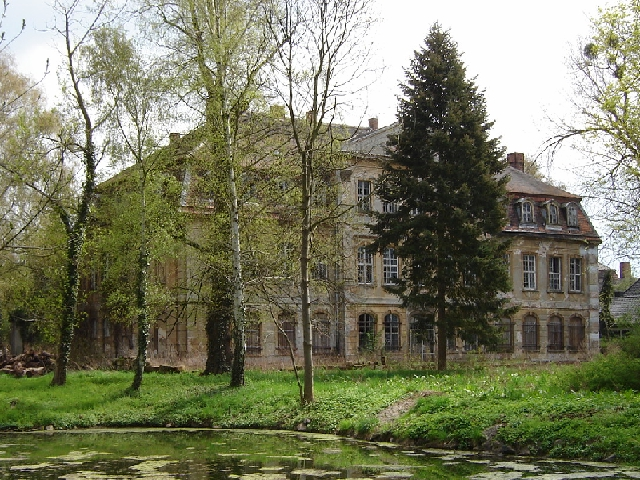
Hauptgebäude der Neu Königsborner Schlossanlage

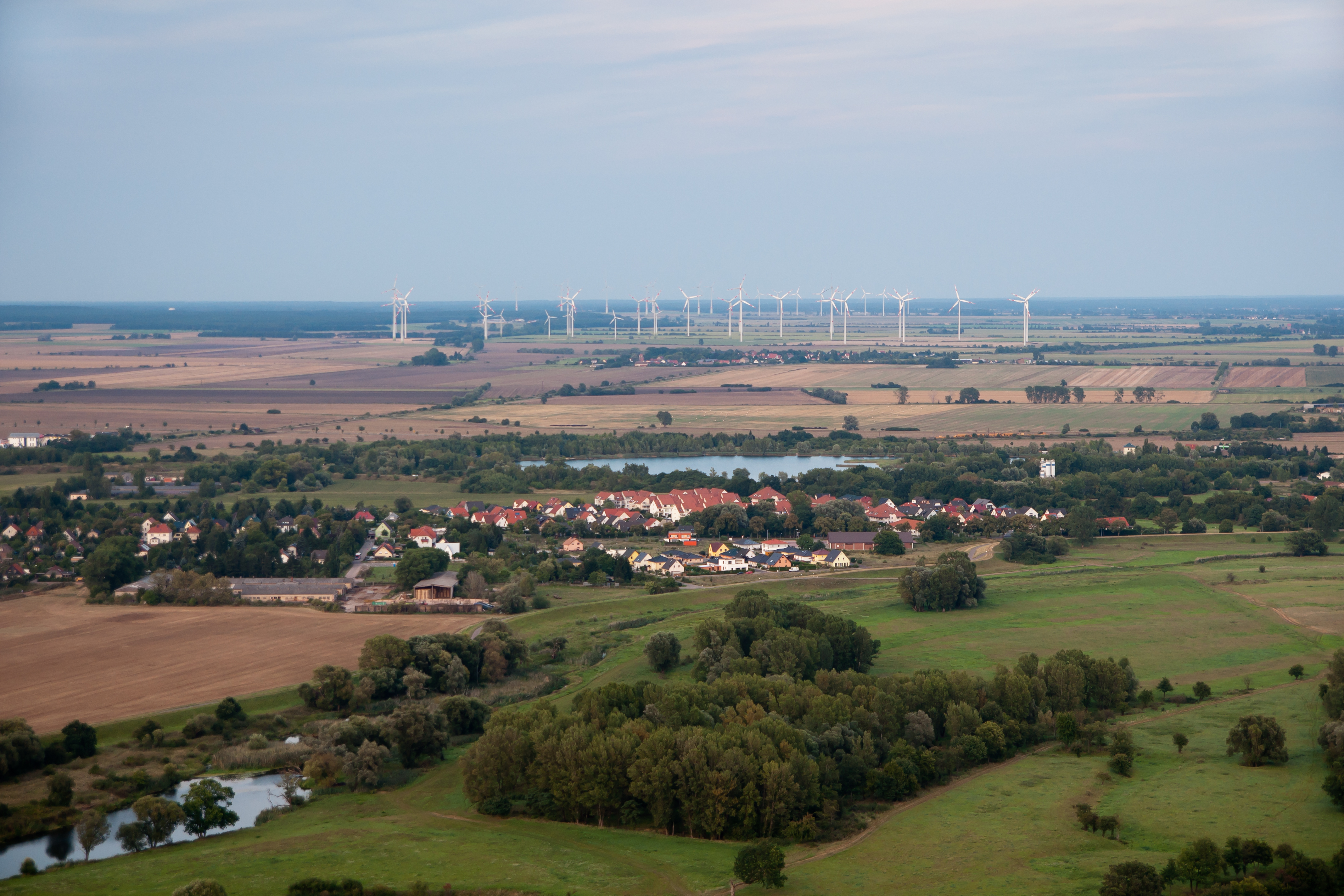
Luftaufnahme von Neu Königsborn

Baracke des ehemaligen Heerespanzerzeugamtes

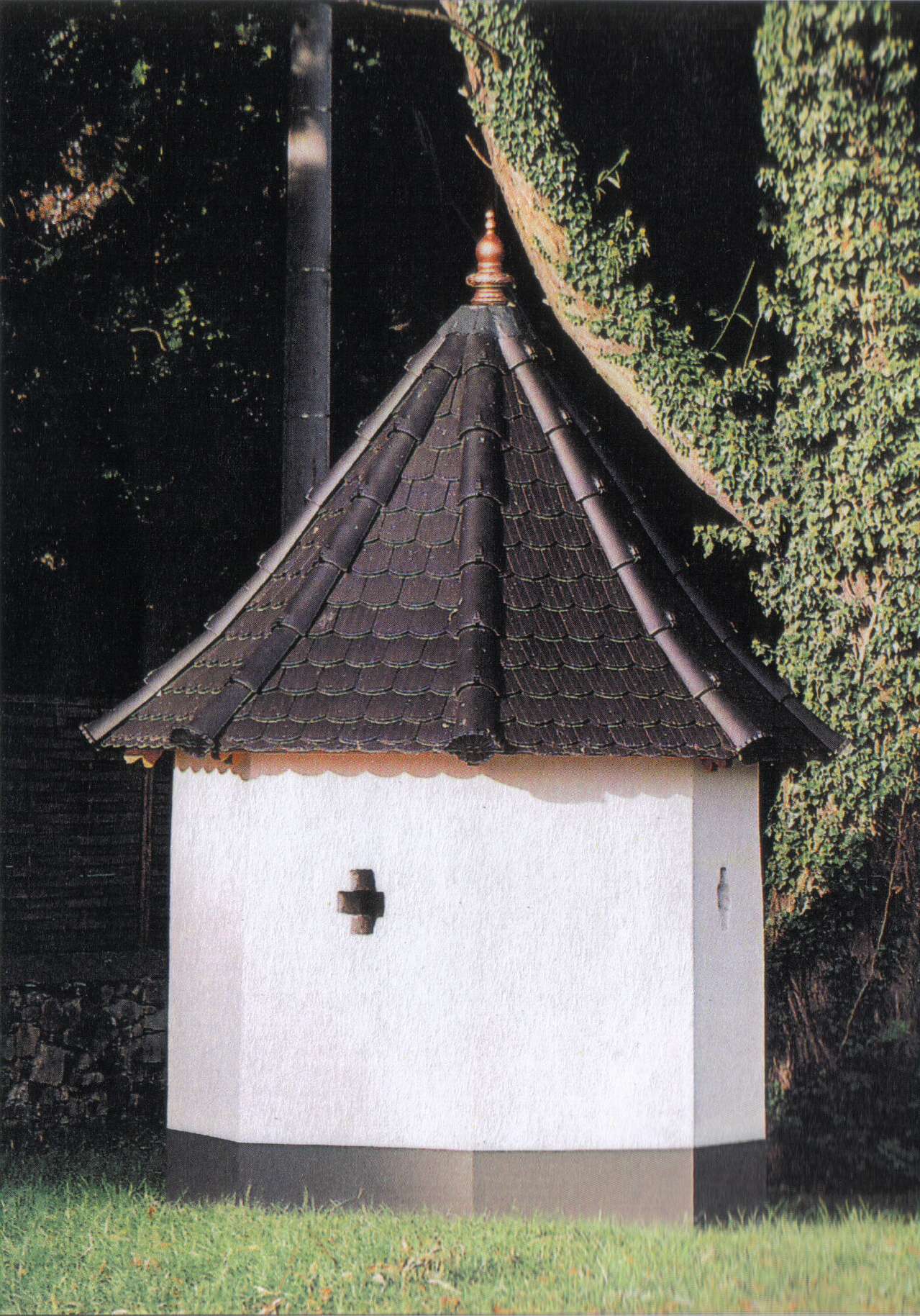
Das oft restaurierte Symbol des Dorfes

Königsborn ist ein Ortsteil der Gemeinde Biederitz im Landkreis Jerichower Land in Sachsen-Anhalt.

## Geographie
Königsborn ist etwa zehn Kilometer östlich von Magdeburg, zwischen einem Dünenzug und Auen der Elbe, gelegen. Die Königsborner Flur besteht ausschließlich aus landwirtschaftlichen Nutzflächen mittlerer Qualität.
Naturräumlich gehört die Gemarkung des Ortes zum norddeutschen Tiefland und zu zwei verschiedenen Landschaften. Der Hauptort und alle westlichen Anteile gehören zum Elbe-Elster-Tiefland. Alle östlich vom Faulen Graben gelegenen Anteile, einschließlich der Siedlung Neu Königsborn, zählen zum Zerbster Land. Bei beiden Landschaften handelt es sich um eine ackergeprägte offene Kulturlandschaft und letztere bildet zudem die Südwestabdachung des Flämings zur Elbe. Die gesamte Gemarkung ist Teil des Einzugsgebietes der Elbe.
Im Ort gabeln sich die Bundesstraße 184 (Richtung Zerbst–Dessau) und die Bundesstraße 246 (Richtung Möckern–Belzig). Außerdem hat der Ort einen Bahnhof an der Bahnstrecke Biederitz–Trebnitz, Züge der Regionalexpress-Linie Magdeburg – Dessau – Leipzig halten hier stündlich.

## Geschichte
Bodenfunde aus der Jungsteinzeit und der Eisenzeit belegen, dass bereits in diesen Epochen Menschen im Gebiet des späteren Königsborn gesiedelt haben. In einer Urkunde des Magdeburger Erzbischofs Wichmann aus der Zeit um 1164 wurde erstmals Gerfridus und Heinricus de Cuningesborne erwähnt. Der Ortsname wandelte sich Anfang des 13. Jahrhunderts (1205) in Konigsborne. Die Namen sind offenbar abgeleitet von dem Ort einer Quelle, die noch heute in der Nähe des alten Gutshauses in Königsborn zu finden ist. Einer Dorfsage nach soll ein mit seinem Gefolge durchreisender König die Quelle erschlossen haben.
Im Laufe des 14. Jahrhunderts wurde der Ort von seinen Bewohnern verlassen und verfiel. Das war auch die Zeit, aus der letztmals Quellen von der Familie von Königsborn berichten. Auf dem wüsten Areal errichtete hundert Jahre später das Lorenzkloster aus der Magdeburger Neustadt ein Gut, aus dem sich der spätere Ortsteil Alt Königsborn entwickelte. Aus dem Klostergut wurde später ein Rittergut, mit dem zunächst die Familie von Alvensleben belehnt wurde, und das danach in rascher Folge seine Besitzer wechselte. Einer der Gutsbesitzer ist von 1575 bis 1579 der Oberst von Ziegesar, der für seine Kriegsdienste reich belohnt, auf dem Gut ein Renaissanceschloss errichtete. Es wurde zwar während des Dreißigjährigen Krieges zerstört, danach aber wieder aufgebaut.
Mitte des 18. Jahrhunderts war Kriegsrat Christoph Goßler Gutsherr von Alt Königsborn. Er richtete 1767 im Schloss eine Seidenfabrik ein, in der er zwanzig ausländische Spinnerfamilien arbeiten ließ und gehörte damit zu den Pionieren der Industrialisierung im ländlichen Raum. Als Ersatz für sein zweckentfremdetes Schloss baute sich Goßler einen Kilometer weiter östlich ein neues Schloss im Rokokostil, das 1770 fertiggestellt wurde, und begründete damit den Ortsteil Neu Königsborn. 1779 musste für die Seidenfabrik Bankrott angemeldet werden. Zum Ende des 18. Jahrhunderts befand sich das Gut Königsborn im Besitz des Geheimrates von Gansauge, danach war seine Tochter, die Gräfin Chasot, die Eigentümerin.

Am 21. August 1813 kam es im Rahmen der Befreiungskriege zum Gefecht bei Königsborn, in dem zahlenmäßig überlegene französische Truppen gegen preußische Truppen kämpften. Ziel der französischen Truppen in einer Stärke von 12.000 Mann unter General Gérard war der Vorstoß von Magdeburg in Richtung Berlin, die preußischen Truppen unter Divisionär zu Putlitz versuchten, dies zu blockieren. Das preußische Kontingent bestand aus dem 6. kurmärkischen Landwehr-Infanterie-Regiment, verstärkt durch eine Eskadron Landwehr-Kavallerie und das 4. Bataillon des späteren Linien-Regiments Nr. 13. Im Ergebnis wichen die preußischen Truppen nach Burg zurück, und der preußische König verließ Berlin.
Die landwirtschaftliche Nutzung verblieb weiterhin in Alt Königsborn, im 19. Jahrhundert, in dem sich die Einwohnerzahl des Ortes verdoppelte, gehörten zum Gut 480 Hektar Land. Es ist das Jahrhundert politischer Umwälzungen und des technischen Fortschritts. Nachdem Königsborn von 1807 bis 1814 zum napoleonischen Königreich Westphalen gehört hatte, kehrte es nach dem Wiener Kongress zu Preußen zurück und wurde in den Kreis Jerichow I eingegliedert. 1834 erwarb der Magdeburger Unternehmer Johann Gottlob Nathusius Gut und Schloss, nach dessen Tod übernahm sein Sohn, der Landwirt und Wissenschaftler Wilhelm Engelhard von Nathusius beides. Die Anlage blieb bis 1888 im Besitz der Nathusius.
Um 1880 wurde die durch Neu Königsborn führende Chaussee von Magdeburg nach Zerbst ausgebaut und 1874 wurde der Königsborner Bahnhof an der Strecke Magdeburg – Zerbst eingeweiht. Königsborn wurde damit allerdings später als andere Orte der Region an das damalige Eisenbahnnetz angeschlossen. Im selben Jahr wurde auch die Bundesstraße 184, die einen ähnlichen Verlauf wie die Bahnstrecke hat, fertiggestellt. Die eigentliche Dorfsiedlung entstand aber erst nach dem Ersten Weltkrieg. Einen entscheidenden Anteil an der Schaffung von Wohnraum hatte der damals in Königsborn ansässige Bauunternehmer und Architekt Wilhelm Meimart.
Am 30. September 1928 wurde der Gutsbezirk Königsborn in eine Landgemeinde Königsborn umgewandelt.
Der Ortsteil Alt Königsborn wurde in seiner Geschichte durch die Nähe zu den Flüssen Elbe und Ehle häufiger durch Hochwassersituationen bedroht. Hier sind vor allem historische Pegelstände aus den Jahren 1940/41, 1954 und 2002 zu erwähnen.
Während des Nationalsozialismus war ab 1935 in Königsborn das Heerespanzerzeugamt angesiedelt. Es wurde am 28. Mai 1944 von Verbänden der United States Army Air Forces bombardiert und zerstört. Bei dem Luftangriff auf Magdeburg am 16. Januar 1945 wurde auch Königsborn getroffen.
Tiefgreifend waren die Veränderungen nach dem Zweiten Weltkrieg: Am 5. Mai 1945 wurde Königsborn von den sowjetischen Truppen auf ihrem Marsch gegen Magdeburg überrollt. Das Schloss in Neu Königsborn wurde zu einem Altersheim. Der noch intakte Teil des vormaligen Heerespanzerzeugamtes wurde von der Roten Armee genutzt, während der zerstörte der Deutschen Reichsbahn zur Verfügung gestellt wurde. Teile der Barackenkomplexe wurden von Hermann Kleist für Holzbauten und Zimmereien verwendet. Durch die Bevölkerungszunahme nach dem Krieg wurde der gemeinsam mit der Nachbargemeinde Menz genutzte und auch dort befindliche Friedhof zu klein. Deswegen wurde ein eigener geschaffen, auf dem 1947 die ersten Bestattungen vorgenommen wurden. Eine dazugehörige Kapelle wurde Weihnachten 1951 eingeweiht. Mit der DDR-Gebietsreform von 1952 kam Königsborn zum Kreis Burg. Ab 1953 wurden die landwirtschaftlichen Flächen des Ortes genossenschaftlich genutzt und gingen später in die Groß-LPG „Ernst Thälmann“ ein.
1959 erhielt Königsborn die jährlich vergebene Auszeichnung „Schönstes Dorf im Bezirk Magdeburg“.
Seit 1990 gehörte Königsborn zum Landkreis Burg, der sich 1994 mit dem Landkreis Genthin zum Landkreis Jerichower Land vereinigte. Die Landwirtschaft liegt jetzt in den Händen einer Agrargenossenschaft. Daneben betreiben Händler für Natur- und Kunststeine, Autos und Reifen und eine Firma für Metallkonstruktionen, eine Sandstrahlfirma und eine für Rollläden ihr Gewerbe. Seit 1994 betreibt die Deutsche Bahn in Königsborn ein Schulungszentrum für den Fachbereich Eisenbahnbau. Das Schloss von Alt Königsborn ist aus dem Ortsbild verschwunden; denkmalgeschützte Tonnengewölbe des ursprünglichen Schlosses befinden sich im Bereich des Kulturhauses. Das Schloss in Neu Königsborn steht leer und ist dem Verfall preisgegeben. Die ehemaligen Bauernhäuser haben das Aussehen von Eigenheimen angenommen, etliche Einfamilienhäuser sind hinzugekommen.
2017 wurde das Schloss Neu Königsborn umfassend saniert. Es wurden Teilmaßnahmen durchgeführt, um das denkmalgeschützte Gebäude weiterhin zu erhalten und für die Öffentlichkeit begehbar zu machen.
Von 2005 bis 2009 gehörte Königsborn der Verwaltungsgemeinschaft Biederitz-Möser mit Sitz in Möser an. Bis zum 31. Dezember 2009 war Königsborn eine selbstständige Gemeinde. Am 1. Januar 2010 wurde Königsborn in die Einheitsgemeinde Biederitz eingegliedert.

## Politik

### Bürgermeister
Der letzte Bürgermeister der Gemeinde Königsborn war Hilmar Graßhoff und der erste Ortsbürgermeister der Gemeinde Biederitz Ortsteil Königsborn.

### Wappen
| | Blasonierung: „In Blau unter einer schwebenden goldenen Krone ein runder, schwarz konturierter silberner Feldsteinbrunnen mit einem auf drei Pfählen ruhenden beknauften kegelförmigen Spindeldach und einem blauen Wasserspiegel.“ |
| Wappenbegründung: Die Farben sind Weiß (Silber) - Blau. Die Gestaltung des Wappens ist redend. Die goldene Krone symbolisiert König-, das silberne Brunnenhaus mit Wasserspiegel den -Born. Das Wappen wurde vom Heraldiker Ernst Albrecht Fiedler aus Magdeburg gestaltet und am 16. August 2000 durch das Regierungspräsidium Magdeburg genehmigt. | |

### Flagge
Die Flagge ist weiß - blau (1:1) gestreift (Querform: Streifen waagerecht verlaufend, Längsform: Streifen senkrecht verlaufend) und mit dem mittig aufgelegten Wappen belegt.

## Landwirtschaft

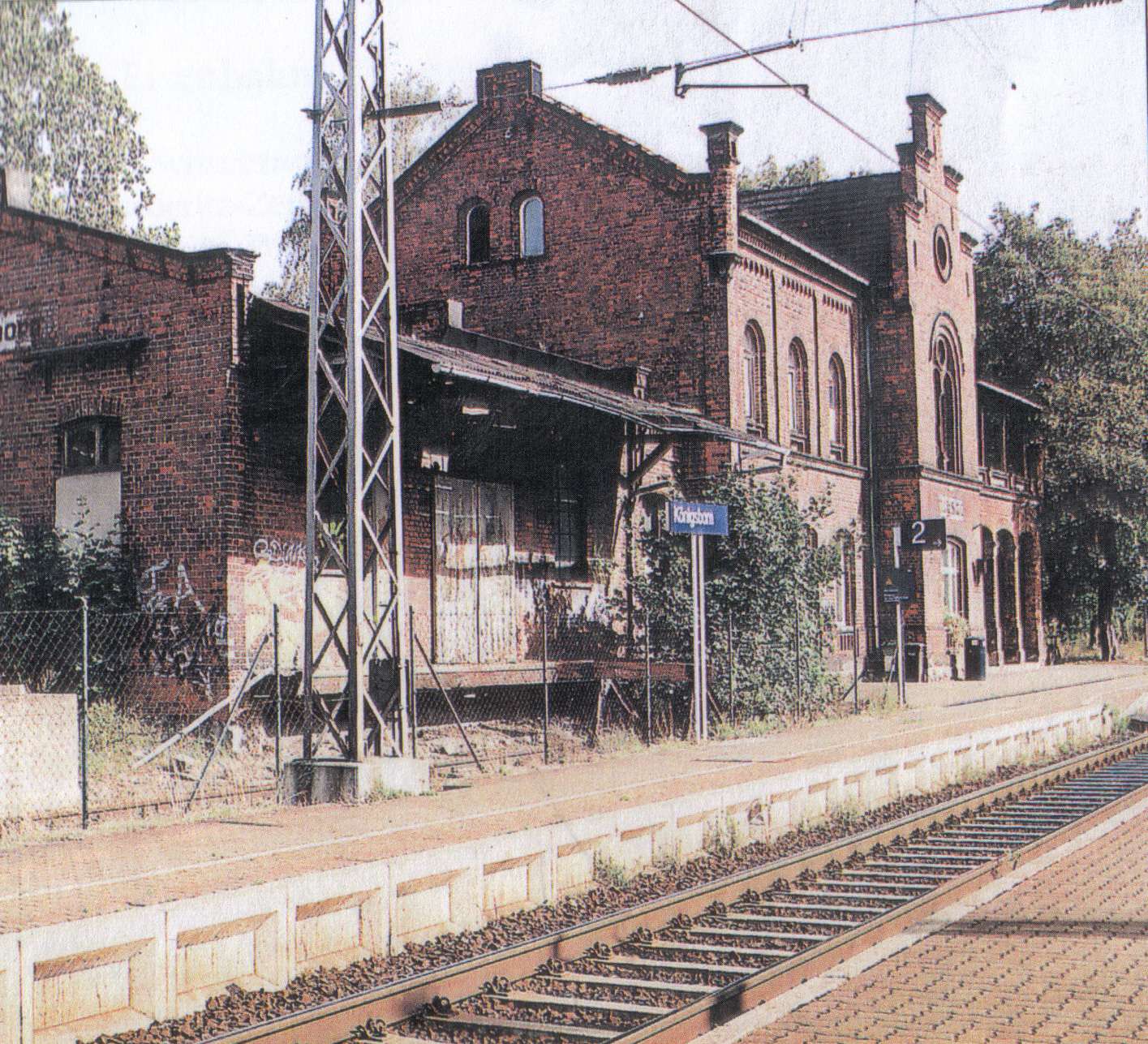
Königsborner Bahnhof

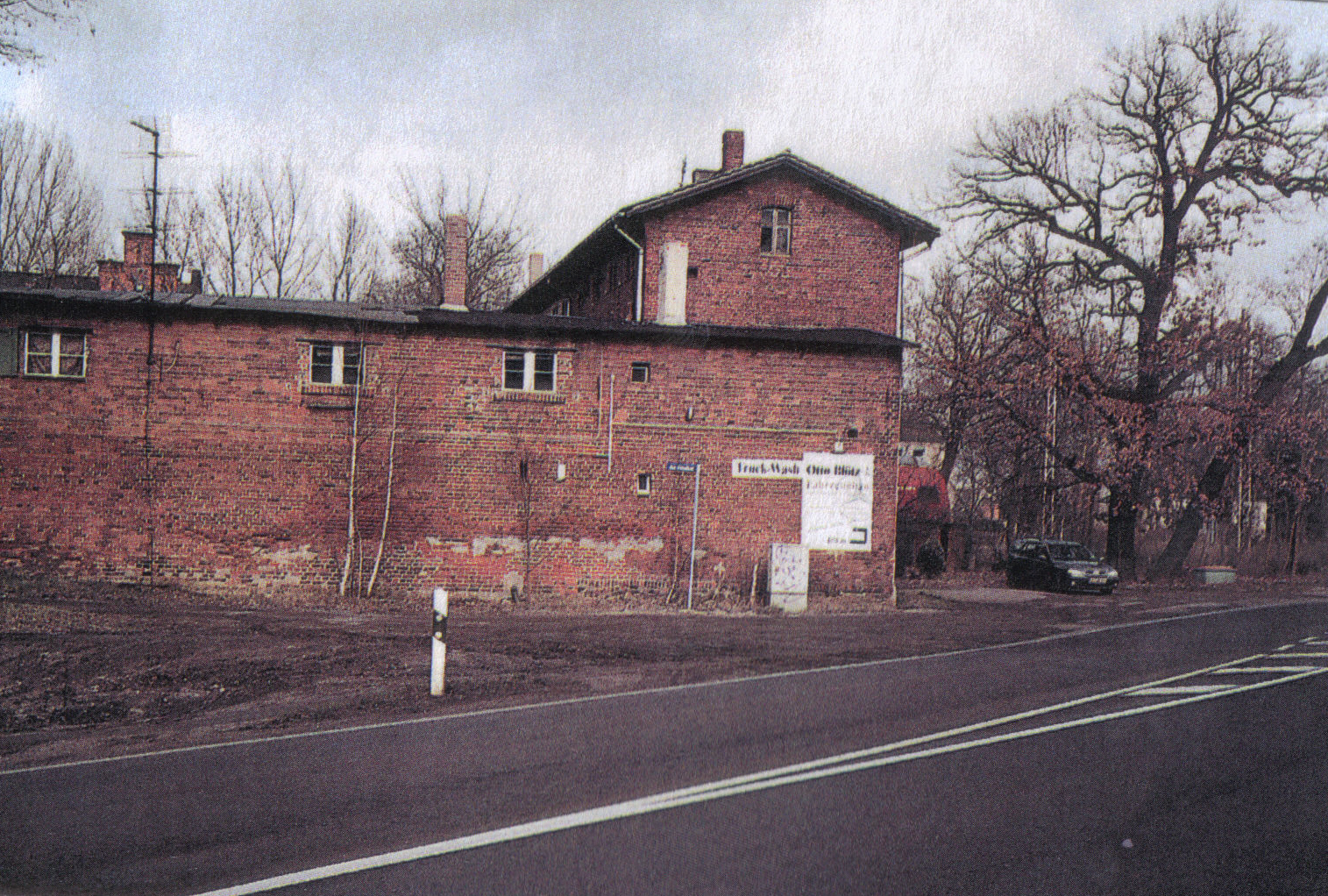
Die Strohmühle 2004 vor dem Teilabriss

Die Möckerner Straße um 1930

Erste Kinderkrippe des Dorfes

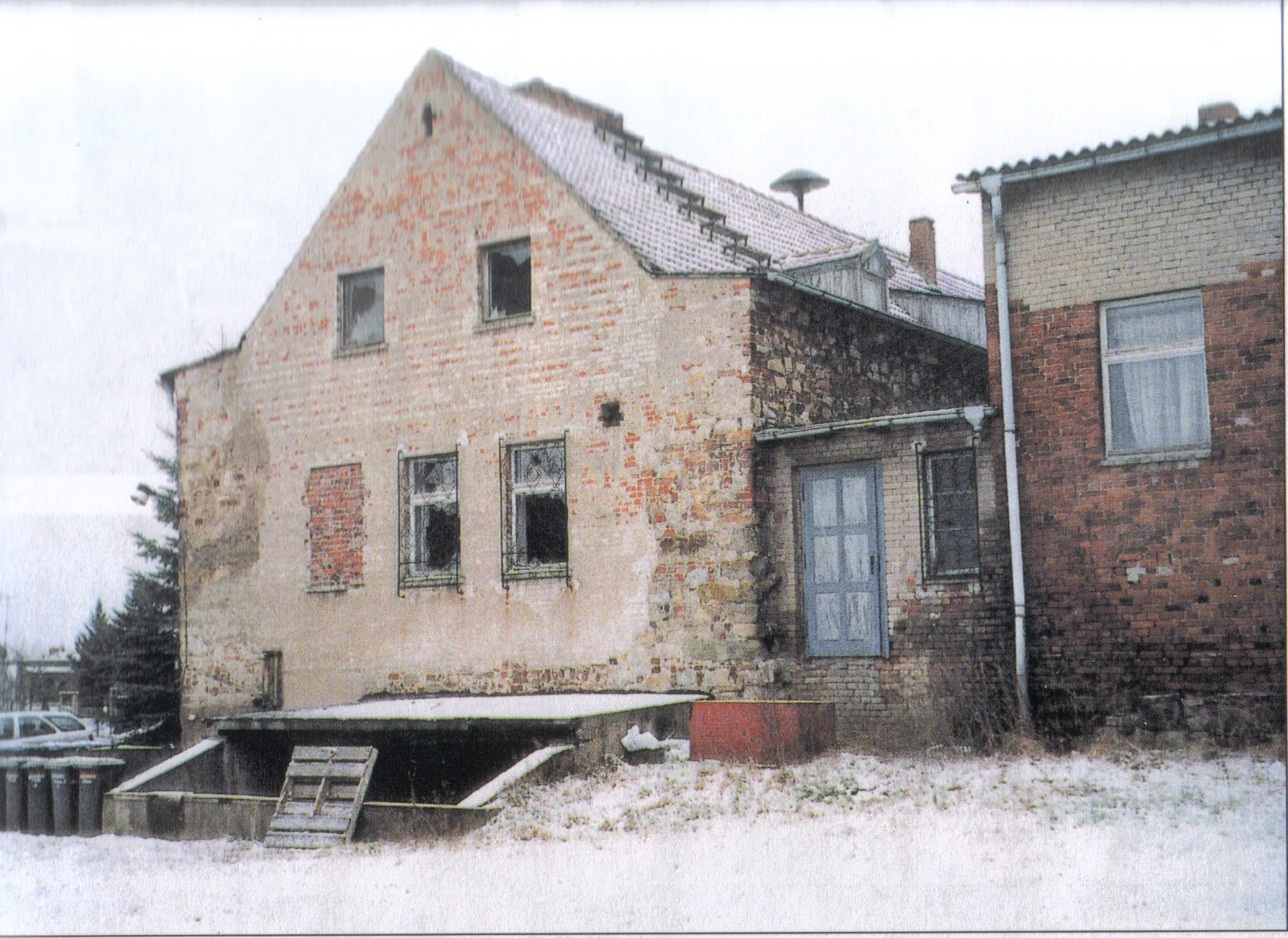
Das Kulturhaus 2005

Königsborn war in seiner Geschichte immer von der Landwirtschaft geprägt. So wurde hier 1863/64 der erste Dampfpflug Preußens getestet. Bis zum Ende des Zweiten Weltkrieges gab es hier mit der Familie Otto Düben eine erfolgreiche Pferde- und Rinderzucht. Als das Rittergut 1905 zum Verkauf stand, war es wirtschaftlich sehr erfolgreich. Es umfasste zu dieser Zeit 500 Hektar und wurde von der Familie August Naue erworben.
Durch die 1945 von den alliierten Kriegsgewinnern im Potsdamer Abkommen vereinbarten Bodenreform wurde auch der Gutsbesitzer Königsborns 1946 enteignet, die Ländereien unter 35 Neubauern aufgesiedelt und die beiden Schlösser ins Volkseigentum überführt. Nach den Enteignungen in der Nachkriegszeit wurde im Februar 1949 eine Maschinen-Ausleihstation (MAS), die den Neubauern das Wirtschaften erleichtern sollte, gegründet. Im Jahre 1950 hatte der landwirtschaftliche Ertrag immer noch nicht das Vorkriegsniveau erreicht. 1953 wurde in Königsborn eine LPG Typ 1 gegründet. 1956 wurde die MAS in eine Maschinen-Traktoren-Station (MTS) umgewandelt. 1957 gehörten der LPG nach dreijährigem Bestehen nur noch ein Drittel der ursprünglichen Mitglieder an, deshalb wurde in diesem Jahr eine LPG Typ 3 mit mehr Produktionsmitteln gegründet. Sie erhielt den Namen „Morgenrot“, ihr erster Vorsitzender war Alfons Piatkowski. 1958 waren die Mitgliederzahlen wieder höher, nur zwei der Neubauern waren der LPG noch nicht beigetreten. Es wurde einiges in die neue LPG investiert, wie z. B. für eine Anlage zur Tabaktrocknung. So stiegen die Erträge, obwohl es an manchem, wie ausreichenden modernen Erntemaschinen mangelte. 1960 wurde aus der MTS, deren Traktoristen bereits ebenfalls LPG-Mitglieder geworden waren, die Reparatur-Technische-Station und 1964 der Kreisbetrieb für Landtechnik, dem etwa 150 Mitarbeiter angehörten. Das Gelände des Betriebes wird seit 1989 von einer Automobilwerkstatt. Auch wurden drei Stellhallen von 2005 bis Ende 2011 von der Freiwilligen Feuerwehr Königsborn während der Umbauzeit des Feuerwehrhauses genutzt. Ebenfalls 1960 bildete sich die Groß-LPG „Ernst Thälmann“ aus den einzelnen Genossenschaften der Dörfer Königsborn, Nedlitz, Woltersdorf und Büden. Sie umfasste 2600 Hektar Land und besaß entsprechende Viehbestände. Die Groß-LPG teilte sich in den 1970er Jahren in die LPG Pflanzenproduktion Königsborn und in die LPG Tierproduktion Königsborn. Beide Betriebe umfassten alle vier Dörfer. Nach der Wende 1990 wurde die LPG Tierproduktion geschlossen. Die Agrargenossenschaft Königsborn eG trat als Rechtsnachfolger in die LPG Pflanzenproduktion ein, die nun 3,8 % der Ackerflächen im Jerichower Land bewirtschaftet. Die Niederschläge in diesem Gebiet fallen mit 507,2 l/m² relativ gering aus. Problematisch für die Landwirtschaft sind außerdem die allgemein steinigen Böden. Verkehrstechnisch sind die bewirtschafteten Felder der Genossenschaft gut angebunden. Die meisten Flächen sind verpachtet.

## Industrie
Die Industrie in Königsborn war seit den 1950er Jahren stets von den Betrieben der Gleisbau-Instandhaltung geprägt, die auf dem Gelände des ehemaligen Heerespanzerzeugamt Platz fanden. Nach dem Fall der Mauer konnte der Gleisbau weiterexistieren, wenn auch in geschrumpfter Form.
Die ebenfalls zu nennende Baumechanik Magdeburg, Sitz Königsborn wurde am 1. Januar 1964 gegründet und beschäftigte zur Zeit der Wiedervereinigung rund 650 Mitarbeiter und damit mehr als das Dorf damals Einwohner hatte. Die extensive Entwicklung des Betriebs in Königsborn begann 1972 mit einem massiven Ausbau, damals waren ca. 430 Mitarbeiter dort beschäftigt. Seit 1990 existiert noch die Baumechanik GmbH Königsborn, die aber nicht mehr selbst produziert, sondern ihre Hallen und Anlagen zur Verfügung stellt.

## Handel und Gewerbe
Bis 1945 gab es in Königsborn einen Stahlhändler namens Pechau, Schuhmachermeister Wiese, Fachhändler Lorenz, den Kaufmannsladen von Hermann Neumann, den Agrarproduktehandel von Herr Keddig und eine Backstube der Familie Meimart. Außerdem gab es eine Poststation, zwei Gärtnereien und drei gastronomische Betriebe.
Zu DDR-Zeiten wurde die Bäckerei zu einem Konsum, allerdings an einem anderen Platz. Der Ladenbereich wurde dann in vielen Schritten regelmäßig erweitert. Außerdem wurde von vielen Bürgern Königsborns das »Russenmagazin« auf dem Stützpunkt der Roten Armee zum Einkaufen genutzt.
Auf dem Hof der LPG wurde die alte Schmiede von Victor Mühlbauer weiterbetrieben. Außerdem existierten noch eine Wäschereinigung, eine SERO-Annahmestelle und eine Post.
Die erste Aufkaufstelle, zu der die Neubauern ihre Erzeugnisse wegen der in der Bodenreform enthaltenen Klausel des Ablieferungssolls bringen mussten, leitete Helene Baatge. Dieses Gewerbe bestand bis 1990.
Seit 1990 wird die Gewerbelandschaft von Königsborn vor allem durch einen Reifenhandel, einem Ingenieurbüro für Energieberatungen, eine Firma für Bauelemente, eine Firma für Großfeuerwerke und Pyrotechnik, einem Blumenfachhandel und einem Service für häusliche Krankenpflege gekennzeichnet.

## Erziehung und Bildung in Königsborn
1961 wurde die Kinderkrippe aus dem Nachbarort Gübs nach Königsborn verlegt. Sie kam in ein Gebäude, welches vormals die Familie Fritz Müller bewohnte und dessen Grund später eine Schule beherbergen sollte. In den kleinen Räumen konnten nur 15 Kinder aufgenommen werden. Damit dann die Schule entstehen konnte, musste die Krippe 1970 in eine ehemalige Gaststätte umziehen, die mehr Platz als die alten Örtlichkeiten bot.
Schon 1950 wurde ein erster Erntekindergarten in Königsborn eröffnet. Der Kindergarten wurde bald ganzjährig betrieben und konnte nach dem Auszug der Familie Hofbauer nur unzureichend vergrößert werden. 20 bis 30 Kinder fanden hier einen kostenlosen Platz. 1950 bis 1982 ging fast jedes Königsborner Kind in diesen Garten. 1970 bis 1990 war der örtliche Gleisbau Patenbetrieb der Einrichtung.
Viele Neuansiedlungen junger Familien machten Anfang der 1980er Jahre dann den Umzug in einen größeren Neubau nötig. Eine neue Kinderkrippe wurde 1990 eingeweiht. Der Kindergarten etablierte sein jährliches Frühlingsfest seit 1993 als Volksfest. Nach der Wende wurde die Gemeinde selbst Träger der Kinderbetreuung in beiden Einrichtungen, was zu finanziellen Schwierigkeiten führte. Hinzu kam ein starker Geburtenrückgang. So gab es 1990 noch 100 betreute Kinder im Vorschulalter, 2005 nur noch 60, die aus verschiedenen Dörfern kamen.
Nach der Einführung der allgemeinen Schulpflicht durch Preußen-König Friedrich Wilhelm I. nahm die Bildung im ganzen Land zu. Für 1830 belegen Dokumente von damals die Einstellung eines Lehrers durch die Familie von Gansauge. Auch ein Schullehrer wurde erwähnt, der wohl in einem simplen Raum alle Dorfkinder unterrichtete. Mitte des 19. Jahrhunderts errichtete der damalige Gutsbesitzer von Nathusius ein Schulgebäude. In der Zeit des Zweiten Weltkrieges und auch noch danach war Königsborn, wie die meisten Gemeinden, hin und wieder von Unterrichtsausfall und Lehrermangel betroffen. Als nach dem Krieg viele Flüchtlinge in die Region kamen, mussten erstmals mehrere Lehrer eingestellt werden. In den Jahren 1950/51 wurde das Schulgebäude wegen neuerlichem Platzmangel erweitert. Diese Schule existierte bis 1972, als die neugebaute „Allgemeinbildende 10-Klassige Polytechnische Oberschule“ eröffnete, die sich ab 1974 „Oberschule Ernst Thälmann“ nannte. Durch die Neugliederung des Schulsystems nach der Wende wurde sie zur Sekundarschule mit größerem Einzugsgebiet. Weitere Zentralisierungen durch den demographischen Wandel bedingt, führten im Juli 2003 zur Schließung des Schulstandortes in Königsborn.
Die Landschule Königsborn wurde Anfang des 20. Jahrhunderts erbaut und bis 1972 als solche genutzt.
Erwähnenswert sind auch die Leistungen der damaligen Schulleitung in K-B, Menz, Wahlitz und Woltersdorf. Besonders auch dem Nachwende-Schulleiter. Über Jahre verhinderte Walter Tarrach (Schulleiter von 1991 bis 1999) die Schließung der Sekundarschule erfolgreich.

## Kultur
Der ehemalige Besitzer des Schlosses in Alt Königsborn, Goßler richtete im 18. Jahrhundert ein Wirtshaus in dem Gebäude ein. Bis zum Zweiten Weltkrieg blieb es ein beliebtes Ausflugsziel. Nach dem Krieg erhielt das nun "Kulturhaus" genannte Freizeitzentrum einen Saal mit Bühne und diverse Anbauten und entwickelte sich zum Zentrum des kulturellen Dorflebens. Seit 1990 ist es dem Verfall preisgegeben.
Auch für das Schloss in Neu Königsborn gab es bisher keinen durchführbaren Nutzungsplan.
Seit dem Jahre 2000 wurde die Infrastruktur in Königsborn mit Hilfe von Fördergeldern saniert.

## Freizeit
Im Sommer 1918 bildete der Gutsherr aus seinem Personal die erste Feuerwehr von Königsborn. Unmittelbar nach dem Zweiten Weltkrieg gab es keine Feuerwehr mehr. Dieser Mangel wurde 1948 mit der Bildung einer jungen Feuerwehr behoben, die sich ab 1950 den Namen „FDJ“-Löschgruppe gab und bis zum 31. Dezember 2009 als Freiwillige Feuerwehr Königsborn existierte. Durch die Eingemeindung von Königsborn in die Einheitsgemeinde Biederitz ging die Freiwillige Feuerwehr Königsborn in die Freiwillige Feuerwehr Biederitz/Ortsgruppe Königsborn über.
Seit der Gründung der LPG „Morgenrot“ 1957 gab es ein Aufleben des Pferdesports, der bis heute im „Der Reitverein Königsborn 1990 e. V.“ präsent ist.
1964 wurde der örtliche „Kleintierzuchtverein G 829, Königsborn und Umgebung e. V.“ gegründet. Die größten Zuchterfolge des Vereins durch Erwin Lütten, Horst Sawallisch, Erika Zickuhr und Gerald Eisenhut liegen alle in den 1970er Jahren. Der Verein existierte auch noch 2005.
1990/91 wurde ein Seniorenclub gegründet, der in den ersten 15 Jahren seines Bestehens immer eine nahezu konstante Mitgliederzahl von 50 sein Eigen nannte. Seit 2004 gibt es auch eine Seniorengymnastikgruppe, die von Annett Leloup trainiert wird.
Am 1. Mai 2004 wurde ein neuer Jugendclub eröffnet.
Außerdem gibt es in der näheren Umgebung von Königsborn zahlreiche Bademöglichkeiten. In den angrenzenden Gebieten kann man unter anderen den einst seltenen Elbebiber und die Uferschwalbe finden.

## Elbehochwasser 2002
Besonders betroffen zeigten sich die Bürger von Königsborn vom Elbehochwasser 2002, das Teile von Alt Königsborn betraf. Vor allem nach einem Sielbruch in Heyrothsberge kam viel Wasser ins Dorf. Hunderte Helfer errichteten Sandsackbarrieren. Nach dem Hochwasser erhielten die Betroffenen zahlreiche Spenden.

## Persönlichkeiten
Der berühmteste Dichter, der sich wohl je in Königsborn aufhielt, war Hoffmann von Fallersleben, der auf Einladung von Wilhelm Engelhard von Nathusius in dem Ort verweilte. Er verfasste hier auch einige Gedichte, z. B. „Elschen“ im Jahre 1847.
Während der Zeit des Nationalsozialismus war Hermann Neumann Bürgermeister.
In der Zeit von 1945 bis 1990 waren Bürgermeister:
- Herr Pechau
- Herr Schmidt
- Herr Bonitz
- Herr Wiehe
- Herr Stadler
- Herr Lammich
- Herr Stegelitz
- Herr Jungmann
- Herr Selugga

Von der Wiedervereinigung bis zur Eingemeindung waren Bürgermeister:
- Dietrich Siegel
- Kurt Brocks
- Holger Paschke
- Hilmar Graßhoff

Seit der Eingemeindung waren es folgende Ortsbürgermeister:
- Hilmar Graßhoff
- Frank Leubner
- Andreas Wilhelmy

Ebenfalls Verdienste um die Königsborner Kommunalpolitik hat sich Margarete Mattis erworben, die in ihrer langen Karriere, die in der DDR begann, oft den Bürgermeister vertreten hat.
Um die Bildung und den Aufbau des ehemaligen Schulstandortes hat sich als langjähriger Schuldirektor vor allem Fritz Köppen verdient gemacht. Mit dem Schulneubau Anfang der 1970er Jahre wurde Königsborn ein bedeutender Schulstandort. Die Schließung der Schule in Königsborn wusste der „Nach-Wende“-Schulleiter Walter Tarrach lange zu verhindern.